# 对偶 (投影几何)
对偶性（英語：duality）在几何中是对射影平面中的点和线在定义和定理中对称性这一概念的形式化。 对于对偶性主题有两种方法，一种是通过语言，另一种是通过特殊映射的更实用的方法。这些是完全等价的，并且任何一种处理都以所考虑的几何形状的公理化版本为起点。语言描述对偶为：

投影平面 C 可以根据点集 P、线集 L以及确定哪些点位于哪些线上的关联关系 I来公理地定义为关联结构。 这些集合可用于定义平面对偶结构。
互换“点”和“线”的角色
C = (P, L, I)
获得对偶结构
C∗ = (L, P, I∗)
其中I∗是I的逆关系。C∗也是一个射影平面，称为C的对偶平面（dual plane）。

在函数方法中，相关几何图形之间存在一个映射，称为对偶性。 这样的映射可以通过多种方式构建。 平面对偶性的概念很容易扩展到空间对偶性，并进一步扩展到任何有限维射影几何中的对偶性。